# Социальное пособие
Социальное пособие — пособие в форме денежной выплаты в рамках системы социального обеспечения, мера государственной социальной поддержки.

## Определение
Согласно БРЭ социальные пособия — это денежные выплаты по системе социального обеспечения, представляющие собой социальную поддержку гражданам в установленных законом случаях. Пособия, в отличие от пенсий, временно заменяют или дополняют (в виде социальной поддержки) основные источники средств существования (заработную плату, пенсию).

## История
В конце XIX века в Германии государственное социальное страхование наёмных работников получило наиболее полное развитие: рабочие были обеспечены пособиями почти во всех случаях утраты ими заработка на основании Законов о страховании: на случай болезни в 1883 году, от несчастных случаев в 1884 году, по инвалидности и по старости в 1889 году. Вслед за Германией такие законы были приняты и в других европейских странах

## Виды социальных пособий
Выделяются следующие виды пособий:
- по размеру социальной поддержки (в течение непродолжительного периода времени вместо заработка, утраченного по уважительной причине (пособие по временной нетрудоспособности, пособие по беременности и родам, пособие по безработице), дополнительная поддержка к основным источникам средств существования (ежемесячные пособия одиноким и многодетным матерям, пособие по рождению ребёнка, пособие на погребение), при отсутствии основных источников средств существования (ежемесячные пособия детям военнослужащих срочной службы));
- по сроку выплат (единовременные (пособие женщине, вставшей на учёт в ранние сроки беременности; пособие на погребение), ежемесячные (пособие на ребёнка, пособие по безработице), периодические (пособие по временной нетрудоспособности));
- по источнику выплат (за счёт средств внебюджетных фондов обязательного социального страхования или за счёт бюджетных средств).

## Социальные пособия в Российской Федерации

### История социальных пособий в России
Социальное обеспечение в целом подразумевает собой некую «социальную защищенность человека», что в свою очередь отображает многообразие связей человека и общества, благодаря которым осуществляется жизнедеятельность граждан, раскрытие и использование их способностей. Пособие в Российской Федерации является одним из основных видов социального обеспечения граждан. Для того чтобы изучить историю развития пособий, как вида социального обеспечения необходимо для начала раскрыть аспекты истории развития права социального обеспечения.
На протяжении всего развития человечества люди сталкивались с многочисленными проблемами, которые касаются содержания людей преклонного возраста, инвалидов, детей. В условиях первобытно – общинного строя немощные и больные члены рода были обречены на смерть, так как человек еще с трудом добывал пищу себе, а содержать больных община была не в состоянии. Преимущество было у беременных женщин и малолетних детей, которые пытались сохранить род. В рабовладельческий период содержание стариков, женщин и детей главным образом исполнялось членами семьи: заботиться о своих престарелых родителях должны были дети, достигшие определенного возраста, а за малолетними детьми - их родители. В I веке до н.э. в Риме начинают зарождаться прообразы отдельных элементов социального обеспечения. Тогда существовали так называемые «коллегии самопомощи» для средних и бедных слоев свободных граждан Рима. За счет средств этих организаций выделялось денежные средства больным, пожилым и лицам, которые получили увечья. Данные «социальные объединения помощи гражданам» или «коллегии самопомощи» были основаны на личном обеспечении самих работников и рабовладельцы не принимали в них никакого участия.
В Риме в рабовладельческий период происходило достаточное количество войн поэтому в данный период царило порабощение народов, завоевание, грабеж областей и целых государств. Соответственно, было много смертей, жены и дети оставались без кормильцев. В связи с этим возникли первые пособия. Их выдавали увечным и старым воинам, вдовам и сиротам, в связи со смертью воинов. Воинам выдавали в виде земельных наделов. Вдовы и сироты в свою очередь получали диплом о привилегиях, в соответствии с которым они освобождались от уплаты налогов, торговых пошлин и всех повинностей. Данным дипломом обладали также старые военные - бывший воин и вся его семья.
После рабовладельческого периода следует феодальный период, который характеризовался господством натурального хозяйства. Основой в данный период является семья. Семья несла ряд обязанностей по материальному обеспечению пожилых и нетрудоспособных. В данный период появляется подобие социальных пособий, оно распространялось на тех людей, кто не мог производить работу и не имел какого-либо хозяйства. Эти «пособия» не были закреплены указом. Затем появились другие денежные выплаты, но они имели характер награды. Они выдавались крупным сановникам, епископам, префектам и другим лицам, которые имели те или иные заслуги перед монархом. Скорее всего, это были первые прообразы пенсий.
Таким образом, появилась и оказывалась первая социальная помощь гражданам и первые пособия. Надо отметить, что ни один из существовавших прообразов современного социального обеспечения не был формально закреплен в каком-либо правовом источнике.
Любое общество развивалось, в том числе и Российская Федерация, оно и в наше время продолжает стремительно развиваться. Важный элемент любого общества, на каком бы этапе развития оно ни находилось, является оказание помощи и поддержки отдельным группам населения, тем людям, которые не могут осуществлять какую-либо трудовую деятельность, а значит, и обеспечить себя, в частности, пожилым людям, инвалидам, детям и другим нуждающимся. В России социальное развитие положило свое начало в конце IX века. Это был период введения христианства на Руси. Ключевое значение в помощи нуждающимся (начиная с этого периода и до начала XX века) играла церковь. Помощь церквей и монастырей была разнообразной. Она определялась материальными и финансовыми возможностями нуждающихся. Наиболее распространенными формами такой помощи были: бесплатное кормление нищих и убогих, устройство особых приютов и богаделен для бедных, искалеченных, престарелых, учреждение сиротских домов и приютов. Среди форм помощи, оказываемой частными лицами, в частности князьями были: кормление нищих на княжеском дворе, раздача бедным одежды, денежная раздача милостыни, снабжение питанием заключенных. Все это являлось прообразом первых социальных пособий на Руси.
В эпоху феодальных отношений появляются новые способы социального обеспечения нетрудоспособных людей, а также тех, кто нуждается в какой-либо помощи. Появляется правовой источник «Судебник Ивана IV», который установил Иван IV в 1589 году. В Судебнике указывалось, что бездетная вдова, потерявшая мужа, после его смерти имела право на получение обратного приданого, что в наше время бы называлось пособием. Обратное приданое позже получило свое название. Оно называлось «полетное» и выплачивалось в размере 2 гривны в год.
В 1649 году был введен новый правовой акт по оказанию социальной помощи - «Соборное уложение царя Алексея Михайловича». Данный акт содержит значительно большее количество статей, посвященных социальному обеспечению. В этом правовом источнике закреплялось право на прожиток, то есть, часть поместья, выделяемого после смерти его владельца на содержание вдовы, детей и престарелых родителей. Размер его зависел от величины оклада и причины смерти кормильца (от военной травмы, в полку на государственной службе, а также вне службы). Дворяне имели право на получение прожитка в случае отставки или увечья, а также при отсутствии прямых наследников в размере полного оклада. Полвека спустя, в период царствования Елизаветы (1740 – 1750 гг.) получили распространение «приходы», которые осуществляли попечение детей-сирот, стариков и инвалидов.
В условиях капитализма в России социальное обеспечение не было развитым на хорошем уровне. Пожилым, инвалидам, гражданам, получившим увечья, гражданам, потерявшим кормильца, приходилось самим справляться со своим проживанием. Тогда появились кассы рабочей взаимопомощи, средства которых состояли не только из вносов самих рабочих, но и из определенных доплат предпринимателей и направлялись на обеспечение нуждающихся. Такие же кассы были созданы так же в Германии, Франции, Италии и Австрии.
В конце XVIII века в России было увеличено число лиц, нуждающихся в помощи государства. Важным этапом на пути становления системы государственной помощи в России было принятие указа Екатерины II в 1775 году «О создании приказов общественного призрения в губернских правлениях». Они были созданы на губернском уровне, под председательством губернатора, что повышало их статус и расширяло возможности деятельности. Ветераны войны, семьи, оставшиеся без кормильцев, вдовы, дети из бедных семей получали помощь от первых теоретических работников и организаций помощи нуждающимся.
С развитием машинного производства во всем мире, в том числе и в России, участились несчастные случаи на производстве, что привело к тому, что численность инвалидов начала стремительно развиваться. В связи с этим в Германии был принят Закон Бисмарка (1871-1884 гг.) «Об ответственности предпринимателей» и «О страховании при несчастных случаях». В соответствии с ними рабочий, получивший увечье на производстве получал пособие на лечение из специальных фондов за счет уплаты предпринимателем взносов, размер которых исчислялся в процентах от заработной платы.
В России был принят свод Законов Российской империи, который содержал аналогичные нормы об ответственности работодателя за увечье, причиненное работнику. В этом документе, а также в принятом в 1903 году Законе «О вознаграждении потерпевших рабочих впоследствии несчастных случаев» речь шла о гражданско-правовой ответственности предпринимателя. Всё покрытие ущерба от несчастных случаев, то есть выдача пособия или компенсаций оставалась именно за предпринимателями.
С 1918 года государство в полной мере берет на себя ответственность по социальному обеспечению и поддержке нуждающихся, а с 1920-х годов формируется государственная система социального обеспечения граждан.
В 1920-е годы был издан кодификационный акт – «Сводка правил по выдаче пособий и пенсий». Принятые сводки были первыми попытками видовой кодификации законодательства о социальном обеспечении. В России сложились и функционировали следующие виды пособий: по беременности и родам; по временной нетрудоспособности; по инвалидности и по случаю потери кормильца.
В настоящее время система социального обеспечения в России приобрела значительные масштабы и включает в себя множество видов и способов оказания помощи нуждающимся лицам, в том числе и пособия. Дипломная работа посвящена именно этому виду социального обеспечения. В следующем параграфе данной главы нами будет изучена общая характеристика пособий в России.
 Холостова Е. И. История социальной работы в России: учебник. - М., 2013. - С. 145
```
Ершов В. А., Толмачев И. А. Право социального обеспечения: уч. пособие. - М., 2012. - С. 178
```

```
Шарков Ф. И. Основы социального государства: учебное пособие. - М., 2012. - С. 165.
```

```
Шаронов А.О. О некоторых аспектах социальной политики. - М., 2011. - С. 45.
```

```
Холостова, Е. И. История социальной работы в России: учебник. - М., 2013. - С. 148.
```

```
Гусов К. Н. Право социального обеспечения. - М., 2011. - С. 178.
```

```
Холостова, Е. И. История социальной работы в России: учебник. - М., 2013. - С. 148.
```

```
Ершов В. А., Толмачев И. А. Право социального обеспечения: уч. пособие. - М., 2009. - С. 178.
```

```
Холостова, Е. И. История социальной работы в России: учебник. - М., 2013. - С.148.
```

```
Шарков Ф. И. Основы социального государства: учебное пособие. - М., 2012. - С. 165.
```

### Состав социальных пособий
На федеральном уровне в Российской Федерации установлены следующие пособия:
- пособие по временной нетрудоспособности;
- пособие по безработице;
- единовременное пособие медицинским работникам, заразившимся ВИЧ человека при исполнении своих служебных обязанностей;
- единовременное пособие гражданам при возникновении поствакцинального осложнения;
- единовременное пособие гражданам, привлечённым для борьбы с терроризмом;
- ежемесячное пособие детям погибших (пропавших без вести) военнослужащих;
- ежемесячное пособие супругам военнослужащих, проходящих военную службу по контракту;
- единовременное и ежемесячное пособия гражданам, проходившим военную службу, при увольнении с военной службы;
- единовременное пособие вынужденным переселенцам;
- единовременное пособие беженцам;
- пособие на погребение.

Субъекты Российской Федерации за счёт своих региональных бюджетов могут устанавливать дополнительные выплаты по пособиям, установленным федеральным законодательством, и вводить иные социальные пособия.

## Социальные пособия в Европе
По состоянию на 1995 год пособия по старости получает больше 30% семей, которые живут на территории ЕС. В Нидерландах есть базовые пособия, которые выплачиваются тем, кто старше 65 лет. Также есть дополнительные пенсии. Социальные пособия составляют в среднем 19,6% совокупных доходов семей, которые проживают в Европе. В Греции и Португалии этот показатель ниже. В системах социального обеспечения первое место по расходам принадлежит пособиям по старости, затем идут пособия по безработице, инвалидности, а также семейные пособия. В разных странах установлен разный размер пособий. На эту сумму влияет уровень безработицы и доля семей с детьми.
Каждый постоянный житель Нидерландов и Дании имеет право получать базовое пособие. Система социального обеспечения в Австрии, Германии, Франции, Люксембурге и Бельгии устроена таким образом, что размер пособия пропорционален доходам, которые были получены ранее.
Выплата социальных пособий способствовала сокращению числа бедных семей на 6,5% в Греции, на 14,5% в Португалии и на 19,5% в Испании.